# The Wild One (Lied)
The Wild One, auch bekannt unter dem Titel Real Wild Child, ist ein Rock-’n’-Roll-Lied, das 1957 von Johnny Greenan und Dave Owens, Saxophonisten der australischen Band The Deejays, für Johnny O’Keefe geschrieben wurde. Dem DJ Tony Withers wird zugesprochen, dem Lied zum Erfolg verholfen zu haben, indem er ihm im Radio zu Airplay verhalf. Das Lied gilt als eines der wenigen Stücke, an deren Songwriting O’Keefe beteiligt war und ist zugleich der erste Rock-’n’-Roll-Song, der sich in den australischen Single-Charts platzieren konnte. Die Aufnahmen fanden in den Festival Studios in Sydney statt, der Applaus der Zuschauer wurde nachträglich hinzugefügt. Im März 1958 erschien das Lied erstmals auf der EP Shakin’ at the Stadium von Johnny O’Keefe. Im Juli 1958 erschien die Single-Version des Liedes und erreichte Platz 20 der australischen Hitparade.

## Coverversionen
Das Lied wurde von zahlreichen Künstlern gecovert. Die erste Version wurde bereits 1958 von Jerry Allison, Mitglied von The Crickets, aufgenommen und unter dem Pseudonym Ivan und mit dem abgewandelten Titel Real Wild One in den USA veröffentlicht, wo es Platz 68 der Billboard Hot 100 erreichte. 1974 veröffentlichte Suzi Quatro ihre Version, mit der sie Platz 7 der britischen Charts erreichte. Iggy Pop veröffentlichte eine Version unter dem Titel Real Wild Child (Wild One) im Jahr 1986 und erreichte damit Platz 10 der UK-Charts. Diese Version wird auch als Titelmusik der Fernsehserie Der letzte Bulle verwendet.